# Réservoir de Kouïbychev
Le réservoir de Kouïbychev (en russe : Куйбышевское водохранилище, Kouïbychevskoïe vodokhranilichtche), aussi appelé réservoir de Samara ou mer de Kouïbychev, est un réservoir d'eau douce situé sur le cours de la Volga à 700 km à l'est de Moscou, en Russie. Il fait partie de la « Cascade Volga-Kama ». Le réservoir porte le nom de Valerian Kouïbychev, révolutionnaire russe, nom porté par la ville voisine de Samara de 1935 à 1991. Il a été créé par le barrage de Jigouli-Kouïbychev.

## Géographie
Il traverse les républiques de Tchouvachie, des Maris et du Tatarstan et les oblasts de Samara et d'Oulianovsk.
Le réservoir a une superficie de 6 450 km2, un volume de 58 km3 et est situé à une altitude de 53 mètres. C'est le plus vaste réservoir d'Europe.
Les villes de Kazan, Oulianovsk et Togliatti sont situées sur les rives du réservoir. La ville de Samara se trouve quelques kilomètres plus loin le long de la Volga, au-delà des monts Jigouli. La construction du barrage débuta en 1955 et le réservoir acheva d'être rempli en 1957.
Plusieurs localités furent submergées par la montée des eaux et reconstruites sur des terrains plus élevés, dont l'ancienne ville fortifiée de Stavropol-sur-Volga, qui fut remplacée par Togliatti. Un district d'Oulianovsk est situé sous le niveau de l'eau et est protégé du réservoir par une digue.

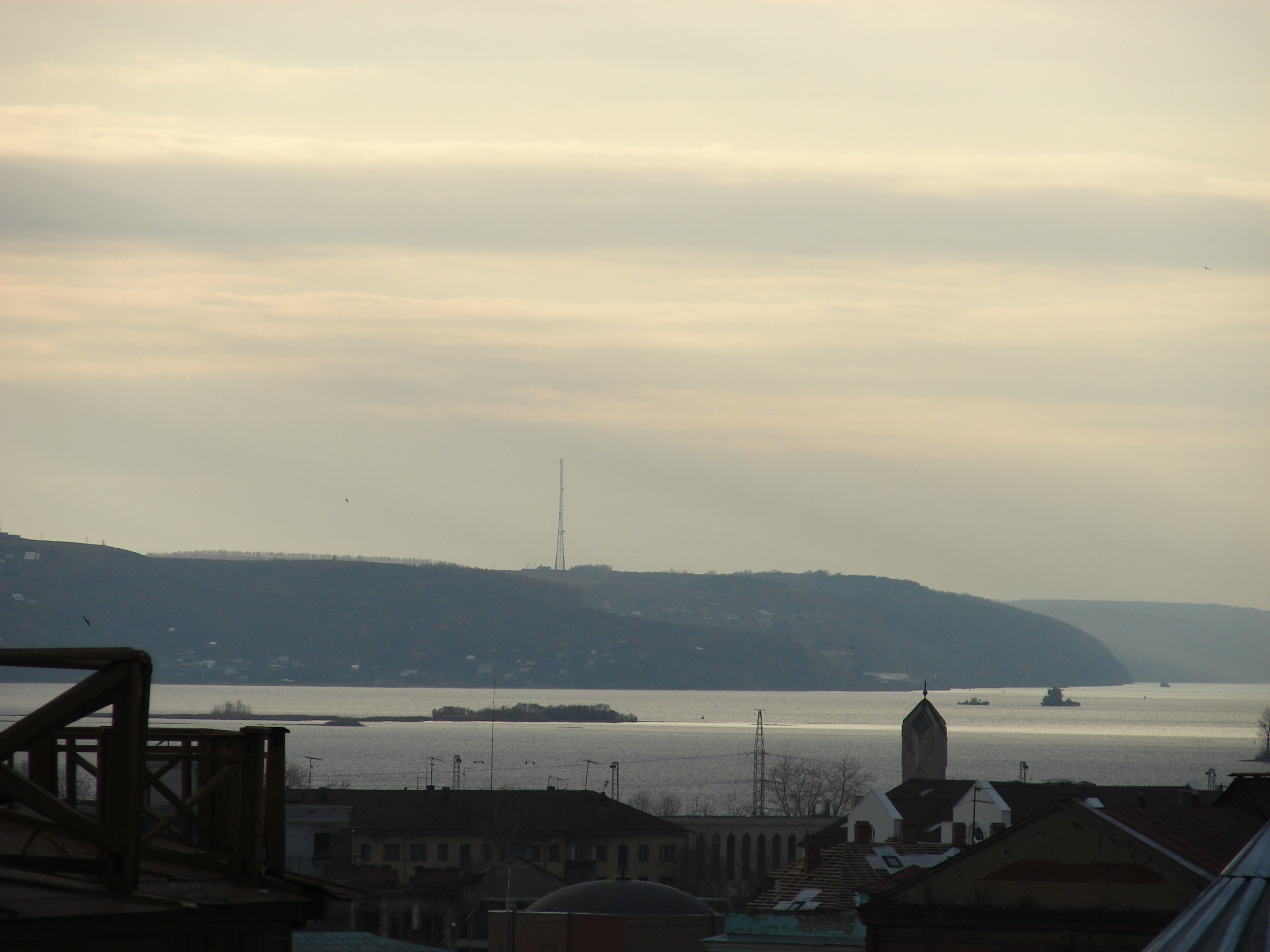
Réservoir de Kouïbychev près de Kazan
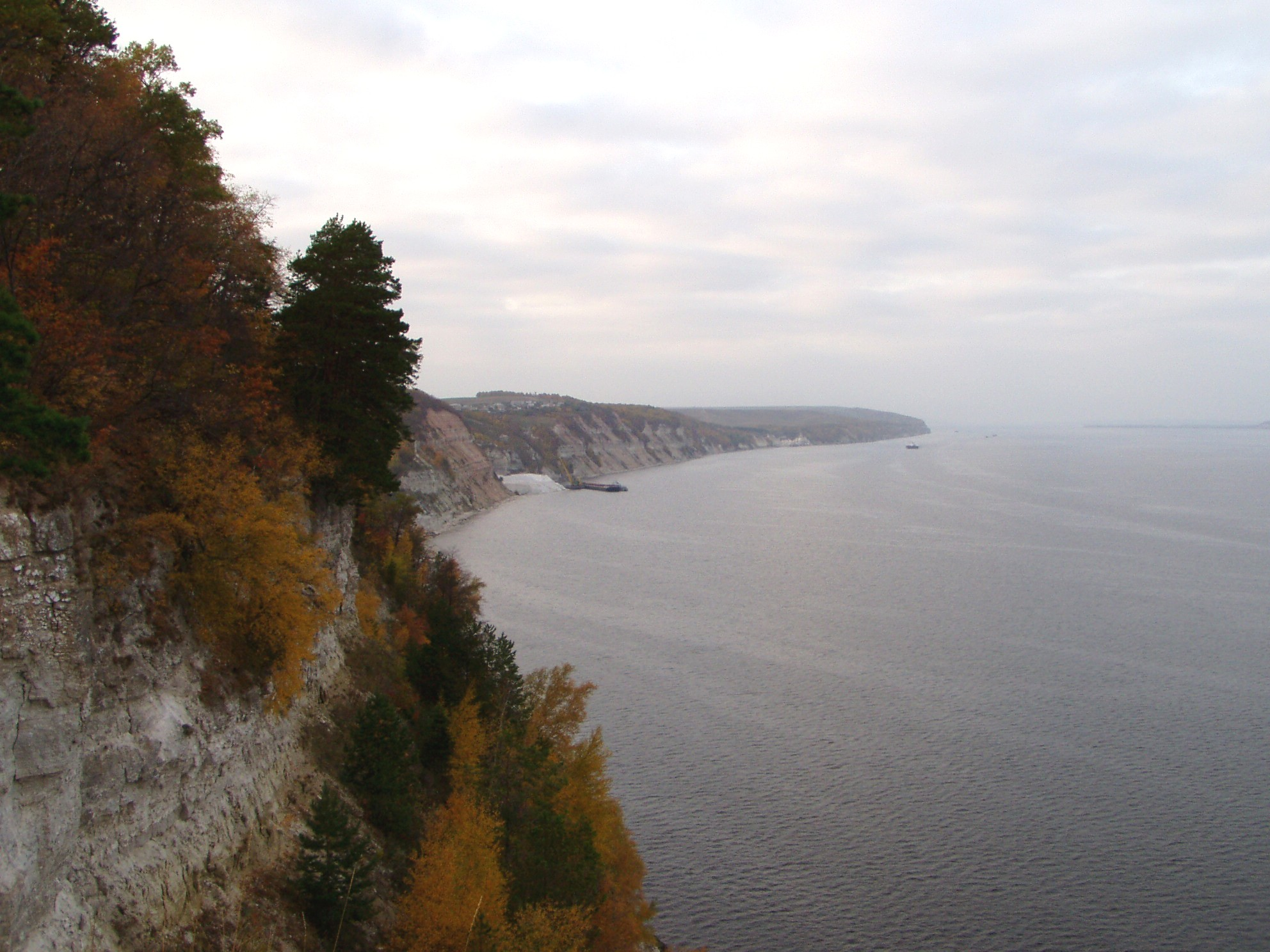
Falaise et mine de gypse près de l'embouchure de la rivière Kama